# Súbeme la Radio
Súbeme la Radio (Spaans voor Zet de radio harder) is een nummer van de Spaanse zanger Enrique Iglesias uit 2017, in samenwerking met het Puerto Ricaanse duo Zion & Lennox en de Cubaanse zanger Descemer Bueno.
Naast de originele versie, bestaan er ook nog andere versies van het nummer met onder andere CNCO en Sean Paul. Daarnaast zijn er een Portugese versie, met de Angolese zanger Anselmo Ralph en de Braziliaanse zanger Zé Filipe, en een Hebreeuwse versie gemaakt. "Súbeme la Radio" werd wereldwijd een grote zomerhit. Het bereikte de 2e positie in Iglesias' thuisland Spanje. In de Nederlandse Top 40 werd de 10e positie gehaald, en in de Vlaamse Ultratop 50 de 12e.